# La Sociologue et l'Ourson
Pour plus de détails, voir Fiche technique et Distribution.
La Sociologue et l'Ourson est un documentaire français réalisé par Étienne Chaillou et Mathias Théry, sorti en 2016.

## Synopsis
Décrivant le parcours législatif du mariage pour tous et le débat public houleux, entre septembre 2012 et sa mise en œuvre en mai 2013, pendant neuf mois, en se basant sur des images et des sons d'actualité et en reconstituant certaines scènes à l'aide de peluches, de marionnettes ou de décors en carton, le film tourne aussi autour de la relation entre Irène Théry, sociologue spécialiste de la famille, et son fils, un des deux réalisateurs,.

## Fiche technique
- Réalisation : Étienne Chaillou et Mathias Théry
- Photographie : Étienne Chaillou et Mathias Théry
- Montage : Étienne Chaillou et Mathias Théry
- Musique : Mathieu Lamboley
- Construction marionnettes : Alix Boillot & Fanny Laplane, Matisse Wessels, Chloé Bucas, Marta Rossi
- Manipulations marionnettes : Carole Croset, Alessandro Gazzara, Étienne Chaillou
- Production : Juliette Guigon et Patrick Winocour
- Ayants droit : Cosmos productions, Rivages productions
- Sociétés de distribution : Cosmos, Rivages, Les Alchimistes
- Pays d’origine :  France
- Langue originale : français
- Format : couleur
- Genre : documentaire
- Durée : 78 minutes
- Dates de sortie : 
  - France : 6 avril 2016

## Distribution
Toutes les personnes apparaissent dans le propre rôle mais sont parfois représentées par des marionnettes avec leur voix en voix-off. Certaines images et certains sons proviennent d'archives de la télévision ou de la radio, alors que d'autres sont des enregistrements inédits des deux réalisateurs.
- Irène Théry
- Mathias Théry (voix seulement)
- Michel Théry
- François Hollande
- Christiane Taubira
- Frigide Barjot
- Claude Bartolone
- Hervé Mariton
- Alain Finkielkraut

## Accueil

### Accueil critique
La Sociologue et l'Ourson a rencontré un accueil critique favorable, obtenant une note moyenne de 3,9⁄5 sur le site Allociné, basée sur 21 critiques de presse collectées. Le journal Le Monde décrit un film "à la portée d’un conte moral universel", Télérama d’un un film "irrésistible" ( TTT) , Trois couleur d’un "cinéma poétique, loufoque et intelligemment politique" ou La Croix d’un film "ambitieux avec une forme très inventive qui suscite une prise de distance".
Le film est également bien accueilli par la presse LGBT, Tétu parle d’un "ovni sur les évolutions de la famille", Yagg d’un film "direct ludique et émouvant", Barbiturix d’un film "à voir absolument".
Des associations comme l’APGL, Arc en ciel ou Sos homophobie accompagnent le film dans les salles,et soutiennent le film lors de sa Censure par le maire d’Argenteuil.
Le film obtient plusieurs prix dans différents festivals, notamment LGBT comme DIAM (Toulouse), Vue d’en Face (Grenoble), Roze Ffilmdagen (Amsterdam).

### Prix
Prix du meilleur documentaire festival Fire de Barcelone 2017 
Étoile de la SCAM 2017 
Prix du public Festival des Etoiles de la SCAM 2017 
Prix du meilleur documentaire festival Roze Filmdagen de Amsterdam 2016 
Prix du public festival Des Images Aux Mots de Toulouse 2016 
Prix du public festival Vues d’En Face Grenoble 2016 
Nomination au Lumières de la presse internationale 2017 

### Festivals internationaux
MiFo LGBT Film Festival Miami (USA) 2017 
Zinentiendo LGTBIQ film festival Zaragoza (Espagne) 2017 
Festival International du Film Francophone Tübingen | Stuttgart (Allemagne) 2016 
Roze Filmdagen Film Festival, Amsterdam (Pays-Bas) 2017 
Filmfest Hamburg (Allemagne) 2016 
FIWOM, Film Festival for Women's Rights in Seoul (Corée du sud) 2017 
Festival Film Dokumenter (Indonésie) 
Bangalore Queer Film Festival (Inde) 2019 